# Bruno Vespa

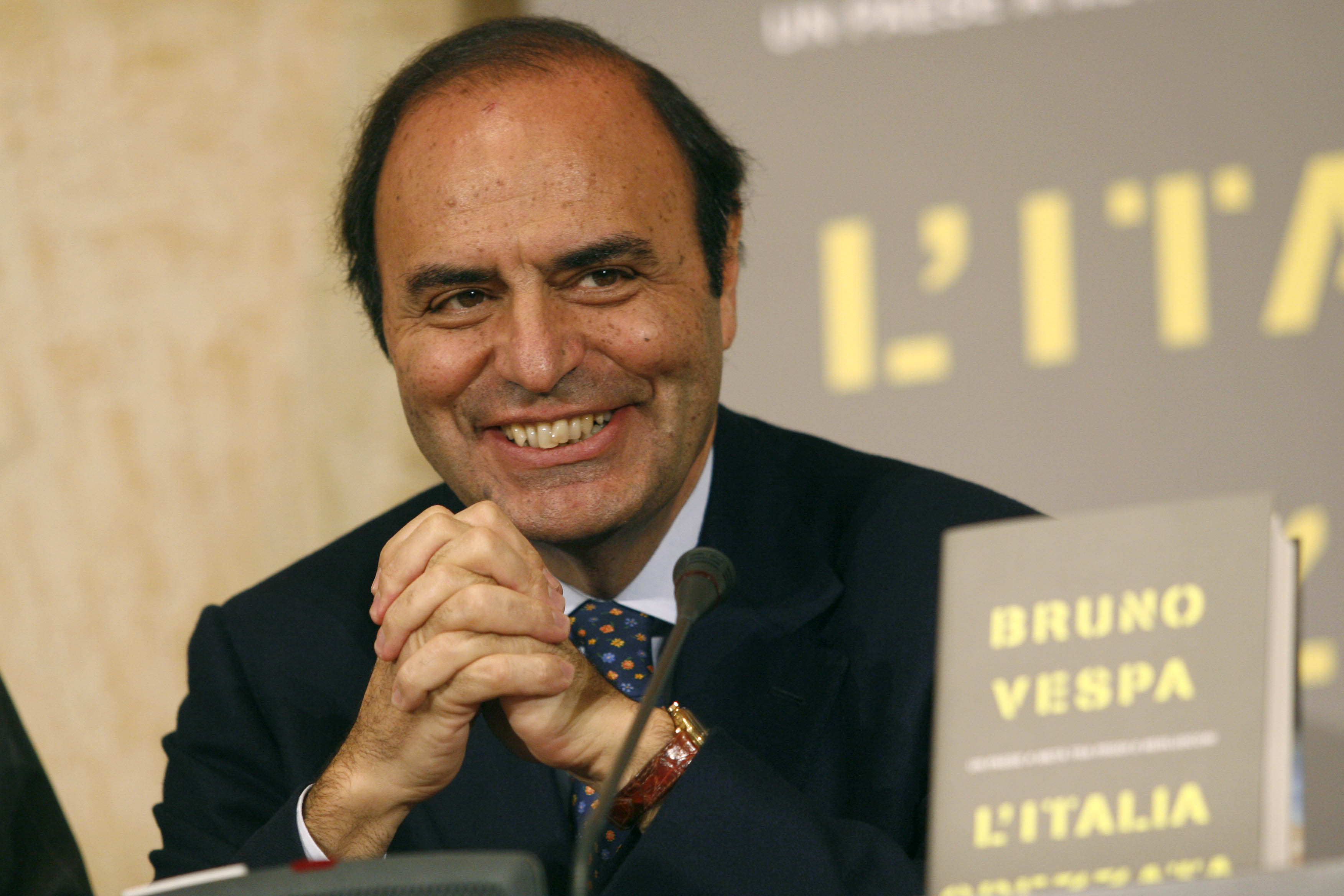
Bruno Vespa în 2006 la lansarea cărţii sale "L'Italia Spezzata"

Bruno Vespa (n. L'Aquila 27 mai 1944) este un jurnalist și prezentator de televiziune italian. Este cunoscut pentru emisiunea "Porta a Porta", transmisa din 1996 de către postul de televiziune RAI1.
1. ↑  Autoritatea BnF, accesat în 10 octombrie 2015
2. ↑  CONOR.SI[*] Verificați valoarea |titlelink= (ajutor)